# Stegea simplicialis
Stegea simplicialis là một loài bướm đêm trong họ Crambidae.